# Strictly Bolshoi
Strictly Bolshoi é um telefilme britânico de 2007 sobre o coreógrafo inglês Christopher Wheeldon.

## Enredo
Este intimista e emocionante filme, mostra a história do coreógrafo inglês Christopher Wheeldon, e como ele se torna o primeiro britânico a ser convidado a criar uma nova obra para o prestigiado Ballet Bolshoi de Moscou.